# Квалификације за Светско првенство у фудбалу за жене 1995.
У процесу квалификација за ФИФА Светско првенство у фудбалу за жене 1995. године 54 тима из шест ФИФА конфедерација су се такмичила за 11 места у финалу турнира. Шведска се аутоматски квалификовала као домаћин. Места су била подељена на следећи начин:
- Африка - коју представља Конфедерација Афричког фудбала, 1 место
- Азија - Азијска фудбалска конфедерација, 2 места
- Европа - УЕФА, 5 места (Шведска се аутоматски квалификовала као домаћин)
- Северна, Централна Америка и Кариби - Конкакаф: 2 места
- Океанија - Фудбалска конфедерација Океаније: 1 место
- Јужна Америка - Конмебол: 1 место

Укупно 52 тима су играле најмање једну квалификациону утакмицу. Одиграно је укупно 135 квалификационих утакмица, а постигнуто је 655 голова (просек 4,85 по мечу).

## Квалификоване репрезентације
Следећих 12 тимова се квалификовало за Светско првенство у фудбалу за жене 1995.:
| Репрезентација   | Последњи наступ | Бр. наступа | Претходни наступ |
| ---------------- | --------------- | ----------- | ---------------- |
| Аустралија       | 1.              | 1           | —                |
| Бразил           | 2.              | 2           | 1991             |
| Канада           | 1.              | 1           | —                |
| Кина             | 2.              | 2           | 1991             |
| Данска           | 2.              | 2           | 1991             |
| Енглеска         | 1.              | 1           | —                |
| Немачка          | 2.              | 2           | 1991             |
| Јапан            | 2.              | 2           | 1991             |
| Нигерија         | 2.              | 2           | 1991             |
| Норвешка         | 2.              | 2           | 1991             |
| Шведска (Д)      | 2.              | 2           | 1991             |
| Сједињене Државе | 2.              | 2           | 1991             |

(Д) : аутоматски квалификован као домаћини

## Квалификациони процеси Конфедерације

### Африка (КАФ)
(8 тимова се такмичило за једно место)
Ќвалификовала се:  Нигерија
Једини афрички тим који се квалификовао за Светско првенство био је победник женског првенства КАФ 1995, Нигерија. Нигерија је освојила турнир победивши Јужну Африку укупним резултатом 11 : 2 у финалу у две утакмице.
Финално коло
| Тим #1   | рез.   | Тим #2       | прва утакмица | друга утакмица |
| -------- | ------ | ------------ | ------------- | -------------- |
| Нигерија | 11 : 2 | Јужна Африка | 4 : 1         | 7 : 1          |

| Нигерија | 4 : 1 | Јужна Африка |
| -------- | ----- | ------------ |
|          |       |              |

| Јужна Африка | 1 : 7 | Нигерија |
| ------------ | ----- | -------- |
|              |       |          |

Нигерија се пласирала на Светско првенство

### Азија (АФК)
(4 екипе се такмиче за 2 места)
Квалификовали се:  Кина и  Јапан
Два азијска тима која су се квалификовала за Светско првенство биле су две финалисткиње женског фудбалског турнира на Азијским играма 1994. Турнир се одржао у Хирошими у Јапану од 3. до 12. октобра и на турниру су учествовале 4 репрезентације.
| Екипа          | Бод | Ута | Поб | Нер | Изг | ГД | ГП | ГР |
| -------------- | --- | --- | --- | --- | --- | -- | -- | -- |
| Јапан          | 7   | 3   | 2   | 1   | 0   | 9  | 1  | 8  |
| Кина           | 7   | 3   | 2   | 1   | 0   | 8  | 1  | 7  |
| Кинески Тајпеј | 3   | 3   | 1   | 0   | 2   | 2  | 8  | -6 |
| Јужна Кореја   | 0   | 3   | 0   | 0   | 3   | 0  | 9  | -9 |

| Јапан | 0 : 2 | Кина                         |
| ----- | ----- | ---------------------------- |
|       |       | Чен Јуфенг 21’ · Сун Вен 47’ |

Кина и Јапан су се пласирали на Светско првенство 1995.

### Европа (УЕФА)
(У квалификацијама се такмичило 30 за 4 места на турниру, Шведска као домаћин се аутоматски квалификовала)
'Ќвалификовали се:  Шведска –  Енглеска –  Немачка –  Норвешка –  Данска
Треће званично издање УЕФА женског првенства послужило је и као УЕФА квалификациони турнир за Светско првенство. Од 29 тимова који су учествовали на турниру, у квалификовала су се четири полуфиналиста - Шведска (квалификована као домаћин Светског првенства), Енглеска, Немачка и Норвешка и најбољи губитник четвртфинала, Данска.

## Резултати Европског првенства
|  | Полуфинале | Полуфинале | Полуфинале | Полуфинале |                           |         | Финале  | Финале | Финале | Финале |
|  |            |            |            |            |                           |         |         |        |        |        |
|  |            |            |            |            |                           |         |         |        |        |        |
|  |            |            |            |            |                           |         |         |        |        |        |
|  | Енглеска   | 1          | 1          | 2          |                           |         |         |        |        |        |
|  | Енглеска   | 1          | 1          | 2          | 26. март – Кајзерслаутерн |         |         |        |        |        |
|  | Немачка    | 4          | 2          | 6          |                           |         |         |        |        |        |
|  | Немачка    | 4          | 2          | 6          | Немачка                   | Немачка | Немачка | 3      |        |        |
|  |            |            |            |            | Немачка                   | Немачка | Немачка | 3      |        |        |
|  |            | Шведска    | Шведска    | Шведска    | 2                         |         |         |        |        |        |
|  | Норвешка   | Шведска    | Шведска    | Шведска    | 2                         | 4       | 1       | 5      |        |        |
|  | Норвешка   |            |            |            |                           | 4       | 1       | 5      |        |        |
|  | Шведска    | 3          | 4          | 7          |                           |         |         |        |        |        |
|  | Шведска    | 3          | 4          | 7          |                           |         |         |        |        |        |

Финале
| Немачка                                                  | 3 : 2 | Шведска                               |
| -------------------------------------------------------- | ----- | ------------------------------------- |
| Марен Мајнерт 33’ · Биргит Принц 64’ · Бетина Вигман 85’ |       | Малин Андерсон 6’ · Анели Анделен 89’ |

На Светско првенство пласирале су се Енглеска, Немачка, Норвешка и Данска. Шведска се аутоматски квалификовала као домаћин.

### Северна Америка, Централна Америка и Кариби (Конкакаф)
(5 тимова се такмичило за 2 места)
Квалификовали се:  Сједињене Државе и  Канада
Женско фудбалско првенство у Конкакафу 1994. године одредило је две квалификациона представника Конкакафа за Светско првенство у фудбалу за жене 1995. а то су били победник Сједињених Држава и другопласирана Канада. Турнир је одржан у Монтреалу, Квебек, Канада, између 13. и 21. августа 1994. године.
Коначна табела првенства
| Екипа             | Бод | Ута | Поб | Нер | Изг | ГД | ГП |
| ----------------- | --- | --- | --- | --- | --- | -- | -- |
| Сједињене Државе  | 12  | 4   | 4   | 0   | 0   | 36 | 1  |
| Канада            | 9   | 4   | 3   | 0   | 1   | 18 | 6  |
| Мексико           | 4   | 4   | 1   | 1   | 2   | 6  | 19 |
| Тринидад и Тобаго | 4   | 4   | 1   | 1   | 2   | 6  | 20 |
| Јамајка           | 0   | 4   | 0   | 0   | 4   | 2  | 22 |

САД и Канада су се квалификовале за Светско првенство.

### Океанија (ОФК)
'Ќвалификовала се:  Аустралија
ОФК је била једина од шест ФИФА конфедерација која је одржала квалификационо такмичење специфично за Светско првенство.
На турниру који је одржан у Папуи Новој Гвинеји између 14. и 20. октобра 1994. учествовала су само три тима: Аустралија, Нови Зеланд и Папуа Нова Гвинеја. Екипе су играле на турниру по систему свако са сваким у којем је свака екипа играла по 2 меча против сваког противника, а у квалификацијама би била екипа која је завршила на првом месту.

## Коначна табела
| Екипа              | Ута | Поб | Нер | Изг | ГД | ГП | +/- | Pnt |
| ------------------ | --- | --- | --- | --- | -- | -- | --- | --- |
| Аустралија         | 4   | 3   | 0   | 1   | 13 | 2  | 11  | 6   |
| Нови Зеланд        | 4   | 3   | 0   | 1   | 10 | 2  | 8   | 6   |
| Папуа Нова Гвинеја | 4   | 0   | 0   | 4   | 0  | 19 | -19 | 0   |

### Јужна Америка (Конмебол)
Квалификовала се:  Бразил
Друго издање „Копа Америка за жене” (женско првенство Јужне Америке) 1995. одредило је представника Конмебола за Светско првенство. Женска репрезентација Бразила је освојила турнир.
Коначна табела турнира
| Екипа     | Бод | Ута | Поб | Нер | Изг | ГД | ГП |
| --------- | --- | --- | --- | --- | --- | -- | -- |
| Бразил    | 12  | 4   | 4   | 0   | 0   | 42 | 1  |
| Аргентина | 9   | 4   | 3   | 0   | 1   | 18 | 9  |
| Чиле      | 4   | 4   | 1   | 1   | 2   | 14 | 9  |
| Еквадор   | 4   | 4   | 1   | 1   | 2   | 9  | 21 |
| Боливија  | 0   | 4   | 0   | 0   | 4   | 1  | 44 |

Финална утакмица
| Бразил | 2 : 0 | Аргентина |
| ------ | ----- | --------- |
|        |       |           |

Бразил се пласирао на Светско првенство.